# Žďár (zámek)
Žďár je zaniklý zámek, který stál ve stejnojmenné vesnici v okrese Karlovy Vary. Zámek vznikl přestavbou starší tvrze založené snad už ve druhé polovině třináctého století Žďárskými ze Žďáru, kterým patřil až do první poloviny sedmnáctého století. Zanikl spolu s vesnicí v důsledku zřízení vojenského újezdu Hradiště.

## Historie
První písemná zmínka o Žďáru pochází z roku 1295, kdy vesnice patřila Stanislavovi ze Žďáru, zakladateli rodu Žďárských ze Žďáru. Ti zde snad už ve druhé polovině třináctého století založili tvrz, která je poprvé zmíněna zápisem v deskách zemských z roku 1544. Okolo roku 1580 ji přestavěli na renesanční zámek. Posledním majitelem z rodu byl Jan Václav Žďárský ze Žďáru, kterému bylo panství roku 1623 zkonfiskováno za účast na českém stavovském povstání. Majetek vzápětí koupil jeho katolický příbuzný Jan Jiří Žďárský na Kladně.
V roce 1653 zámek koupil Jan Karel Příchovský z Příchovic a o devět let později Jan Hartvík z Nostic. Nosticové zámek na začátku osmnáctého století částečně přestavěli v barokním slohu a založili zámecký park. Panství jejich rodině zůstalo až do roku 1803 (nebo 1804), kdy jej získali Flessnerové z Ostrovic. Další majitelé, mezi něž patřil František Horský, se často střídali.
Stavební úpravy žďárského zámku probíhaly také na začátku devatenáctého století. Zámek v roce 1869 vyhořel, ale brzy byl obnoven. K dalšímu požáru došlo roku 1963. V té době už vesnice neexistovala, takže obnoven nebyl ani zámek.

### Panství
Rod Žďárských ze Žďáru byl ve čtrnáctém velmi rozvětvený. Konkrétní majitelé tvrze s panstvím nejsou zřejmí a situaci komplikuje časté opakování osobních jmen. Ke žďárskému panství patřily vesnice Heřmanov, Hluboká, Maleš, Žebletín, části Olešky, Kozlova a další čtyři vsi. Olešku koupil roku 1518 Žibřid ze Žďáru od svého příbuzného Jetřicha. Žibřidův syn Mikuláš zemřel mladý, a panství za jeho nezletilou dceru spravoval jeho strýc Stanislav ze Žďáru. Později se Anna provdala za svého strýce Václava a dalšími majiteli panství se postupně staly jejich děti: Oldřich, Šebestián a Jan Václav ze Žďáru.
Jan Václav přišel za účast na českém stavovském povstání o třetinu majetku. Zkonfiskovaný Žďár proto koupil Jan Jiří Žďárský ze Žďáru na Kladně, ale po jeho brzké smrti je zdědil Jetřich Florián Žďárský ze Žďáru. Jan Václav mezitím jako protestant odešel do exilu, odkud se krátce vrátil při vpádu saského vojska do Čech. Byl proto znovu souzen. V procesu byl nakonec omilostněn, ale zemřel v roce 1635 před vynesením rozsudku. Jeho dcery neměly dostatek peněz, aby vyplatili nezkonfiskovanou část panství, a Žďáru se proto ujaly až v roce 1653 po smrti Jetřicha Florána. Vzápětí však panství prodaly Janu Karlovi Příchovskému z Příchovic.
Jan Karel Příchovský byl třikrát ženatý. Jeho třetí ženou byla Magdalena Rosina, dcera Jana Václava Žďárského. Manželství bylo bezdětné, takže panství zdědili synové z druhého manželství s Evou Kateřinou Klárou z Písnice. Od nich Žďár koupil Jan Hartvík z Nostic, který se oženil s Marií Kateřinou, dcerou Jetřicha Floriána Žďárského. Po smrti jejich syna Antonína Jana z Nostic v roce 1736 panství zdědili jeho synovci. Nosticové Žďár prodali na začátku devatenáctého století baronu Arnoštu Fleissnerovi z Ostrovic. V době, kdy panství patřilo jeho rodině, došlo ke zrušení poddanství. Zbylý velkostatek koupili roku 1863 baroni Julius z Könritz a Jindřich z Berlepsch, ale kvůli vzájemným sporům jej o osm let později prodali Františkovi Horskému.
Po smrti Františka Horského v roce 1877 se majitelé často střídali. V následujícím desetiletí vyhořelo několik poplužních dvorů, a hospodářská situace velkostatku se zhoršila natolik, že na něj byla roku 1893 uvalena nucená správa a později proběhly dvě exekuce. Před první světovou válkou velkostatek získal svobodný pán z Wilfartu, kterému patřil do roku 1915. Posledním majiteli se stali pan Polák a v roce 1936 inženýr Eisner.

## Stavební podoba
Gotický původ tvrze dokládá podoba renesančního zámku, který měl čtyři jednopatrová křídla obklopená starším vodním příkopem, přes který se jezdilo po padacím mostě. Fasády budov zdobila sgrafita. Při barokní přestavbě byla zbořena věž, zasypány příkopy a zrušen padací most. Nová čtverhranná věž s hodinami byla postavena před jižním průčelím až při opravách po požáru v roce 1869.